# 蒂爾曼 (密蘇里州)
蒂爾曼（英語：Tillman）是位於美國密蘇里州斯托達德縣的非建制地區。

## 歷史
蒂爾曼的郵局於1883年設立，其後於1906年停運。

## 地理
蒂爾曼所處的海拔為高於海平面137米（即449英呎），而該地所採用的時區為UTC-6，即北美中部時區（CST）。同時該地設有夏令時間，為UTC-6調快一小時，即UTC-5（CDT）。